# Klockor som slår
Klockor som slår är en julsång, som bland annat sjungits in av det svenska dansbandet Sten & Stanley 1986 . På tyska heter sången Nun schlägt die Uhr och spelades in av Andy Borg 1982.